# Julian Bream
Julian Bream CBE (Battersea, Londres, 15 de julho de 1933 — Wiltshire, 14 de agosto de 2020) foi um guitarrista britânico, um dos músicos mais influentes para o violão clássico, com mais de trinta gravações feitas ao longo da sua carreira. A importância do seu trabalho está ligada também ao surgimento da interpretação de música antiga historicamente informada: foi o um dos primeiros alaudistas do século vinte. Foi supostamente o primeiro a tocar, ao alaúde, uma suíte completa de Johann Sebastian Bach (1685-1750).
Em duo com o tenor Peter Pears, renovou o repertório para canto e violão, além de ressuscitar o repertório elizabetano de canções para voz alaúde. Uma das mais célebres obras escritas e dedicadas a ele é o "Nocturnal after John Dowland op. 70" de Benjamin Britten.
Intervindo junto a compositores para a renovação e atualização do repertório, Bream pode ser considerado um continuador da forma de trabalho de Andrés Segovia, com algumas importantes diferenças. Por exemplo, o repertório surgido sob a influência de Bream é de linguagem mais contemporânea do que as preferências neoclássicas dos compositores segovianos. Seus colaboradores incluíam Walton, Britten, Hawshtorne, Reginald Smith-Brindle, Berkeley, Hans Werner Henze e muitos outros.
Morreu no dia 14 de agosto de 2020, aos 87 anos.

## Discografia

### LP
- 20th Century Guitar, RCA LSC-2964
- 70's,  RCA ARL 0049
- Dedication, RCA ARL 5034
- A Bach Recital for the Guitar, Westminster CLP 1929
- Baroque Guitar (1966), RCA
- Collection of the Greatest Performances of Julian Bream, Vol. II, Westminster
- Concertos for Lute and Orchestra, RCA ARL1-1180
- Dances of Dowland, RCA LSC-2987
- Elizabethan Lute Songs, RCA LSC-3131
- Elizabethan Music by The Julian Bream Consort, RCA LSC-3195
- The Golden Age of English Lute Music, RCA LSC-3196
- Julian & John, RCA
- Julian Breams Greatest Hits, Westminster
- Julian Breams Greatest Hits Volume Two, Westminster 9008-8185
- Lute Music of John Dowland, RCA ARL1-1491
- Music for Voice and Guitar with Peter Pears, RCA LSC-2718
- Popular Classics for Spanish Guitar, RCA
- Rodrigo: Concerto De Aranjuez, Berkeley Guitar Concerto (1975), RCA
- Sonatas for Lute and Harpsichord—Bach, Vivaldi with George Malcolm, RCA LSC-3100
- Villa-Lobos, Twelve Etudes for Guitar, Suite populaire bresillienne (1978), RCA
- The Woods So Wild, RCA LSC-3331

### CD
- Fret Works (1990), MCA
- Guitarra: The Guitar in Spain (1990), RCA
- Joaquin Rodrigo: Concerto Elegiaco/Fantasia Para Un Gentilhombre (1990), RCA
- Julian Bream plays Bach (1990), RCA
- Julian Bream Plays Granados & Albéniz (Music of Spain, Volume Five) (1990), RCA
- Music of Spain, Vol. 7 (1990), RCA
- Two Loves with Peggy Ashcroft (1990), RCA
- Baroque Guitar (1991), RCA
- La Guitarra Romantica (1991), RCA
- Rodrigo: Concierto de Aranjuez; Villa-Lobos: Preludes (1991), RCA
- Romantic Guitar (1991), RCA
- Baroque Guitar (1993), RCA
- A Celebration Of Andrés Segovia—Bream (1993), RCA
- Highlights from the Julian Bream Edition (1993), RCA
- Rodrigo: Concierto de Aranjuez; Fantasía para un gentilhombre No1-5 (1993), RCA
- Rodrigo: Concierto de Aranjuez; Takemitsu: To the Edge of Dream with Simon Rattle and the City of Birmingham Symphony Orchestra (1993), Capitol
- Together/Julian Bream & John Williams (1993), RCA
- Together Again/ Julian Bream & John Williams (1993), RCA
- Villa-Lobos: Guitar Concerto; Preludes; Etudes with André Previn and the London Symphony Orchestra (1993), BMG International
- Bach Guitar Recital (1994), EMI Classics
- Bach: Lute Suites, Trio Sonatas (1994), RCA
- Guitar Concertos (1994), RCA
- Julian Bream Consort, Vol. 6 (1994), RCA
- Music of Spain (1994), RCA
- Popular Classics for Spanish Guitar (1994), RCA
- Romantic Guitar (1994), RCA
- Sonata (1995), Angel
- 20th Century Guitar I (1996), RCA
- The Golden Age of English Lute Music (1996), RCA
- Music for Voice & Guitar (1996), RCA
- Music of Spain: Milán, Narváez (1996), RCA
- Popular Classics for the Spanish Guitar (1997), RCA
- Julian Bream Edition, Volume 1: The Golden Age of English Lute Music (28 CDs) (1998), RCA
- The Romantic Hours (1998), RCA
- Spain—Sor, Vol. 24 (1998), BMG Classics
- Guitar Concertos (1999), RCA
- Guitar Music by Albeniz, Vivaldi, Rodrigo & Grandos (2 CDs) (1999), RCA Classics/BMG
- Woods So Wild (1999), RCA
- Nocturnal: Martin, Britten, Brouwer, Lutoslavski (2000), EMI
- The Ultimate Guitar Collection (2 CDs) (2000), RCA
- Duos de Guitares with John Williams (2001), RCA
- Spanish Guitar Music (remastered) (2001), Deutsche Grammophon
- Spanish Guitar Recital (2001), RCA
- Rodrigo: Concierto de Aranjuez; Fantasía para un gentilhombre; Tres piezas espanolas; invocacion y danza (remastered) (2004), RCA
- Spanish Guitar Recital (2004)
- Guitar Recital: Bach, Sor, Turina, Tippet, Schubert (2005), Testament
- Music of Spain (2005), RCA
- Elizabethan Lute Songs, Decca
- Julian Bream & Friends, Musical Heritage Society
- Lute Music from the Royal Courts of Europe, BMG Classics
- Music of Spain: The Classical Heritage, RCA